# Gare de Tsurumai
La gare de Tsurumai (鶴舞駅, Tsurumai-eki) est une gare ferroviaire de la ville de Nagoya, dans la préfecture d'Aichi au Japon. Elle est exploitée par la JR Central et le métro de Nagoya.

## Situation ferroviaire
La gare de Tsurumai est située au point kilométrique (PK) 391,3 de la ligne principale Chūō et au PK 8,8 de la ligne Tsurumai.

## Histoire
La gare a été inaugurée le 21 avril 1937. Le métro y arrive le 18 mars 1977.

## Services aux voyageurs

### Accès et accueil
La gare dispose d'un bâtiment voyageurs, avec guichet, ouvert tous les jours.

### Desserte

#### JR Central
- Ligne principale Chūō :
  - voie 1  : direction Nagoya
  - voie 2 : direction Nakatsugawa

#### Métro de Nagoya

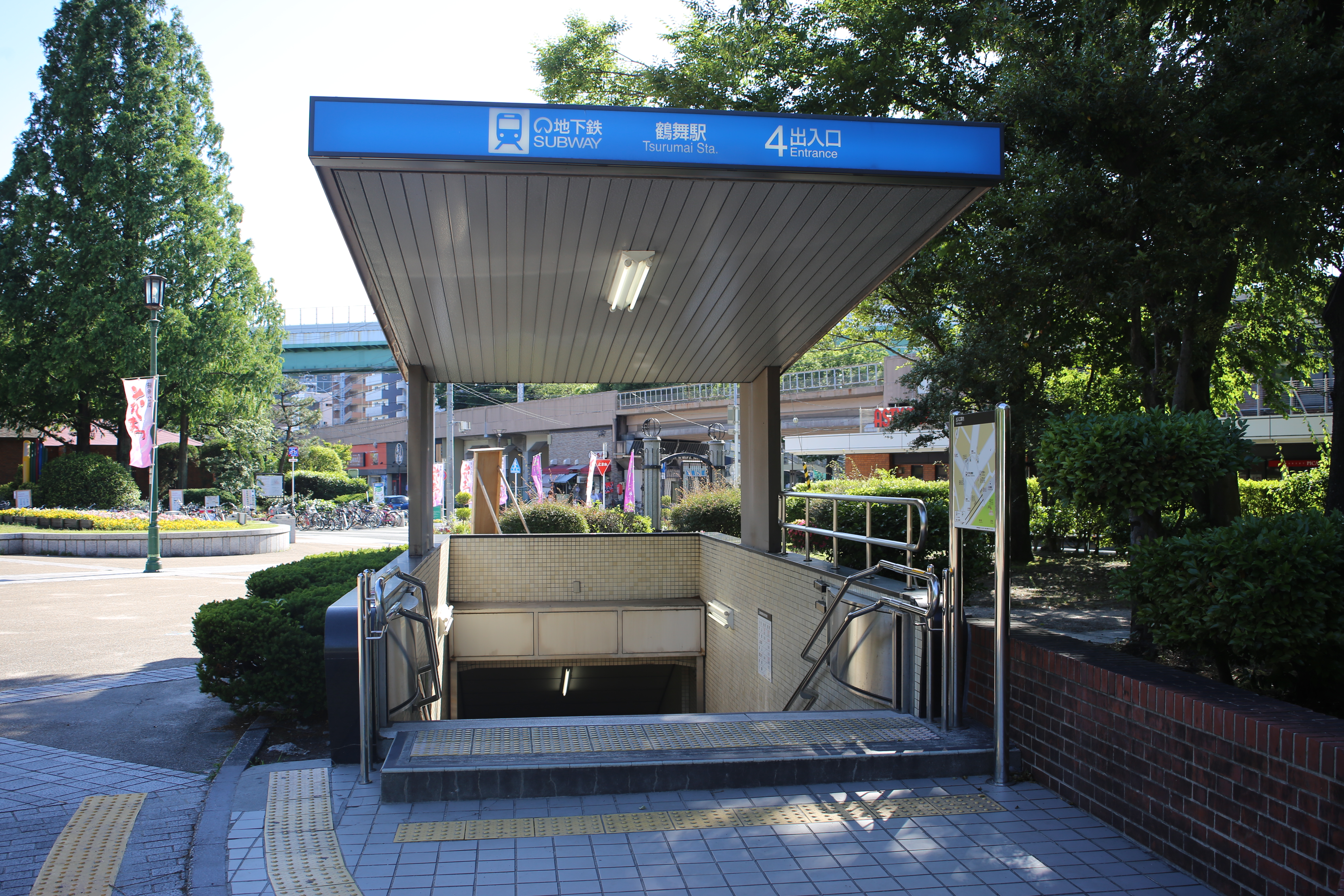
Entrée de la station de métro

- Ligne Tsurumai :
  - voie 1 : direction Akaike
  - voie 2 : direction Kami-Otai